# مارسل لو پیکار
مارسل لو پیکار (انگلیسی: Marcel Le Picard؛ ۱۷ ژانویه ۱۸۸۷ – ۵ مه ۱۹۵۲) فیلم‌بردار اهل فرانسه بود.
از فیلم‌هایی که وی در آن‌ها نقش داشته‌است، می‌توان به دود اسلحه و دختر خدایان اشاره نمود.